# História militar chinesa

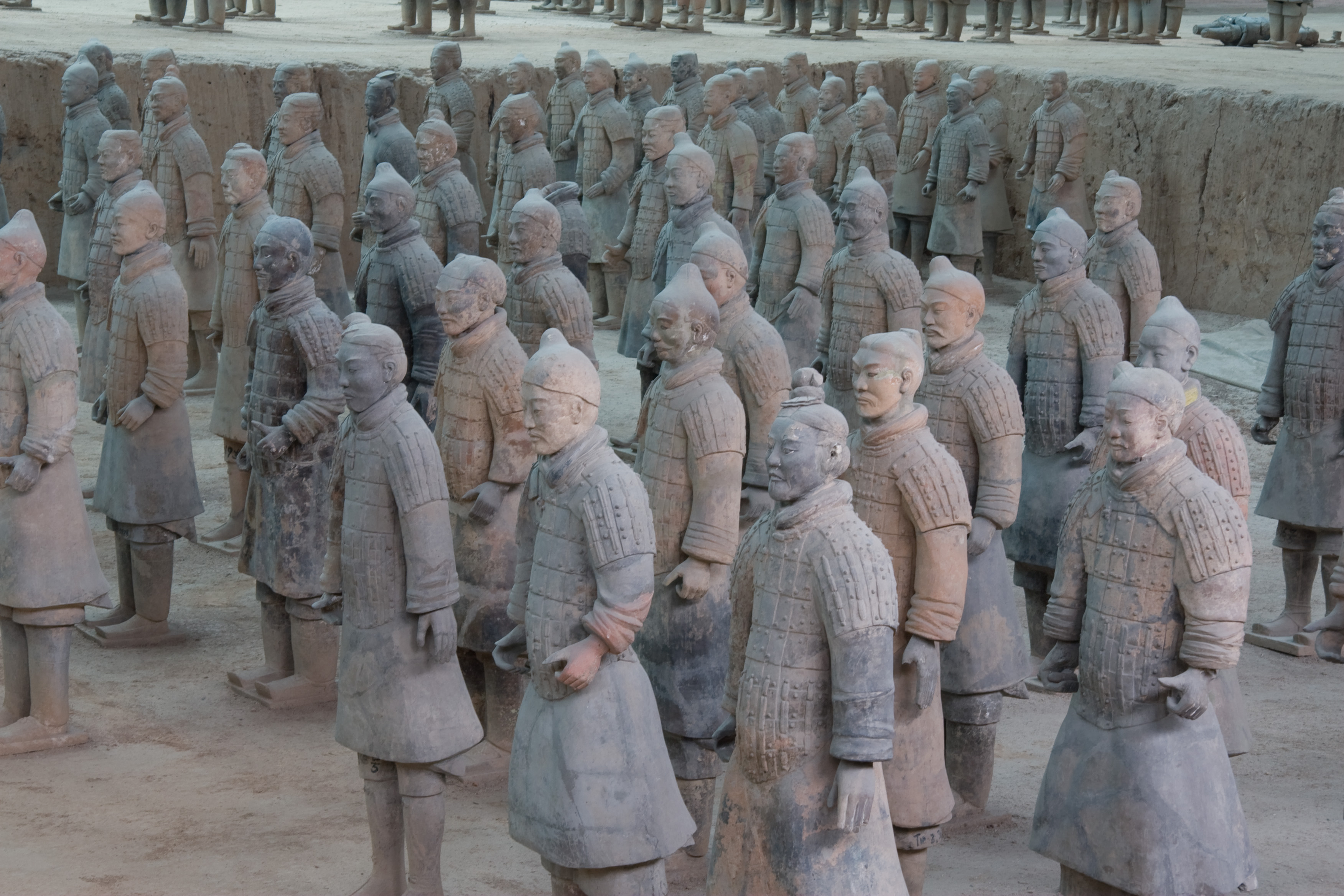
O Exército de Terracota no Mausoléu de Qin Shihuang, o primeiro imperador da China unificada, em Xian.

A história militar chinesa estende-se desde cerca de 2.200 a.C até os dias atuais. Essa história pode ser dividida em história militar da China antes de 1911, quando uma revolução derrubou o estado imperial, e o período do Exército da República da China e do Exército de Libertação Popular.

## Período pré-moderno
Embora a filosofia confucionista chinesa tradicional favorecesse soluções políticas pacíficas e mostrasse desprezo pela força militar bruta, os militares eram influentes na maioria dos estados chineses. Os chineses foram os pioneiros no uso de bestas, padronização metalúrgica avançada para armas e armaduras, as primeiras armas de pólvora e outras armas avançadas, mas também adotaram a cavalaria nômade e a tecnologia militar ocidental. Além disso, os exércitos da China também se beneficiaram de um sistema de logística avançado, bem como de uma rica tradição estratégica, começando com A Arte da Guerra, de Sun Tzu, que influenciou profundamente o pensamento militar.

### Novo Exército

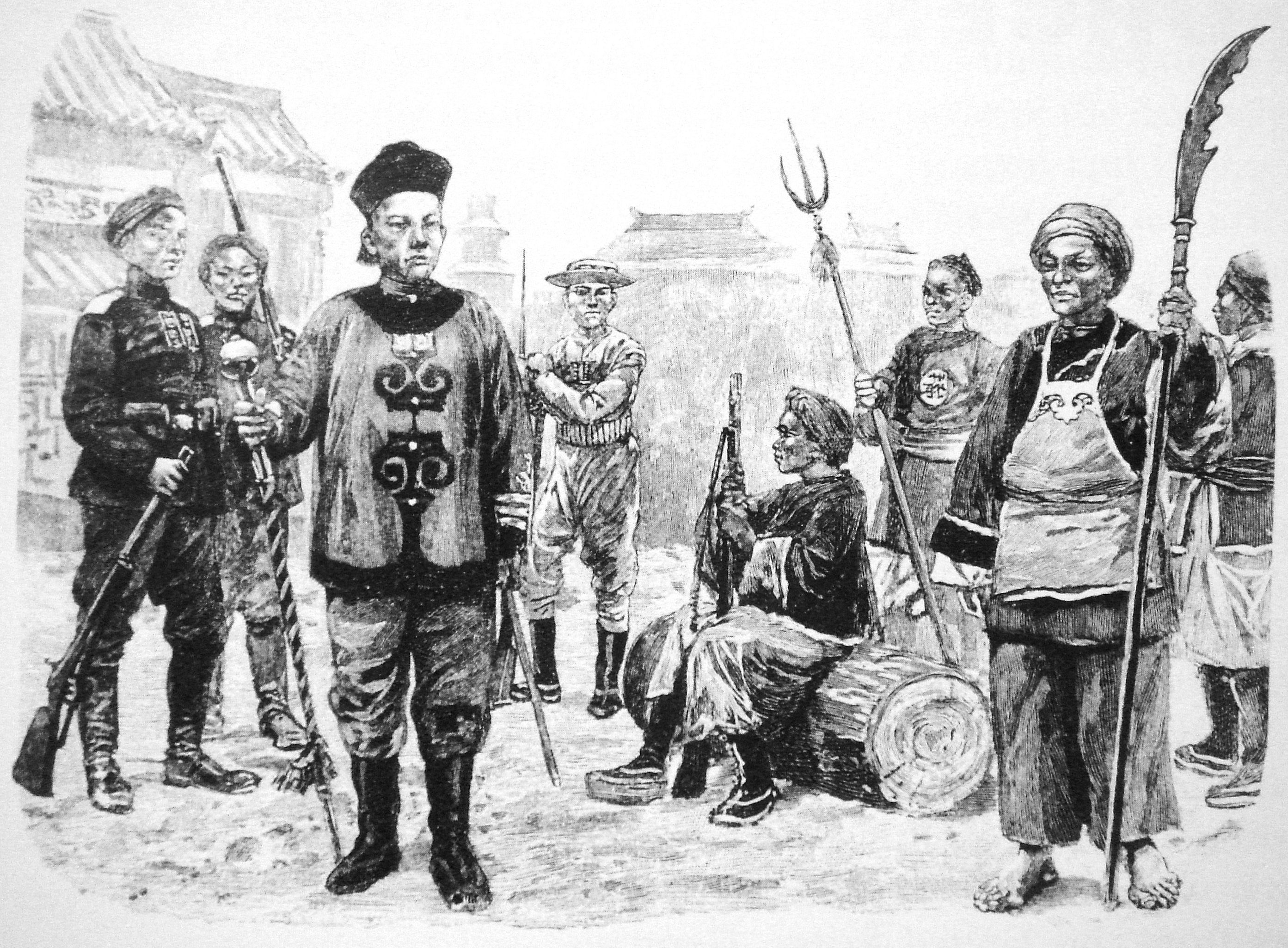
Soldados chineses entre 1899 e 1901

Em 1895, China tinha a ambição de organizar um exército com sistemas e padrões ocidentais para se equiparar ao Japão, que havia vencido a Primeira Guerra Sino-Japonesa naquele mesmo ano. Em Dezembro, a Dinastia Qing decidiu, após anos de fracassos e perdas territoriais, reorganizar seu exército e usar esforços para criar o Novo Exército. No entanto, apesar do treinamento com o conselheiro Constantin von Hanneken e sua quantidade de reservas e homens ativos, não foi considerado nem tão próximo dos exércitos de padrão ocidental.
A Partir de 1899, a corte Qing passou a importar armas, principalmente de origem alemã, reconhecendo seu status de fraqueza e a necessidade de uma reformação mais severa. Muitos dos soldados do Novo Exército tinham baixa moral, principalmente devido a atmosfera do Século de humilhação e o desfecho humilhante do Levante dos Boxers na virada do Século XX. O que colaborou para muitos deles se amotinarem durante a Revolução Xinhai em 1911.

### Exército de Beiyang durante a Dinastia Qing
O Exército de Beiyang, quando criado e comandado por Yuan Shikai, era um componente que formava, junto do Exército de Hubei, o Novo Exército. Durante a Revolução Xinhai em 1911, Yuan Shikai procurou usar seu exército primeiro para combater as forças revolucionarias de Sun Yat-sen, no entanto, quando o conflito se mostrou mais favoravel a os revolucionarias, e após acordos com os mesmos, Shikai trocou de lado, e a recém proclamada República da China incorpourou-o como forças armadas até a organização e formação de um governo formal.

## Período moderno

### Exército de Beiyang durante a China republicana

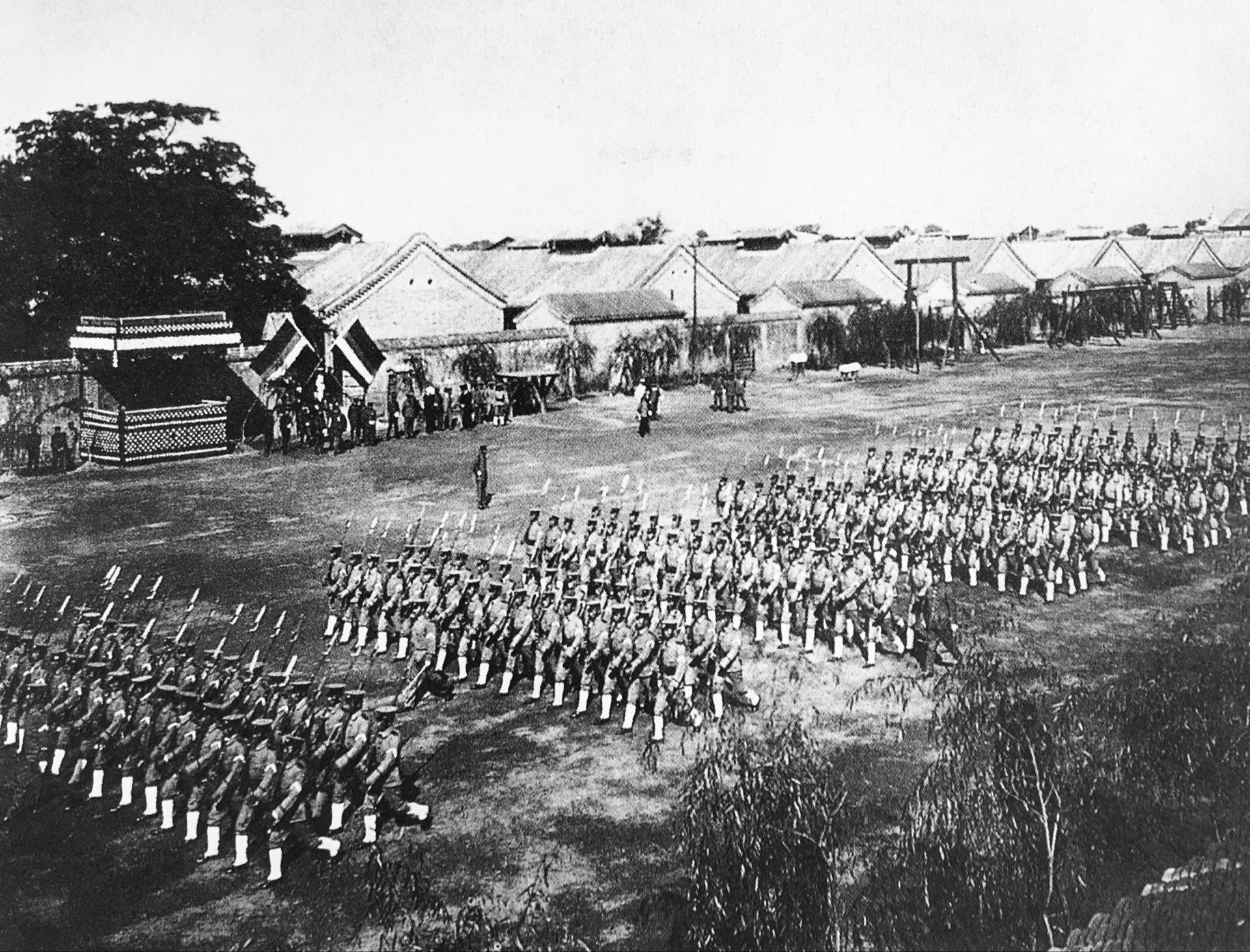
O Exército de Beiyang desfilando.

Após a proclamação da República da China em 1912, Yuan Shikai passou a utilizar o exército de Beiyang como ferramenta política, principalmente após Sun Yat-sen lhe entregar o cargo presidencial. Devido a isso, entre 1913 até 1927, o governo da república da China ficou conhecido como Governo de Beiyang.
Todos os generais leais a Yuan Shikai adquiriram o governo das províncias, dando um breve inicio a era dos senhores da guerra, que se intensificou entre 1916, com a morte de Shikai, até 1927. O Exército de Beiyang durante este tempo teve vários problemas internos, devido a rivalidade entre seus generais, que acabaram por fragmenta-lo em Camarilhas; com cada facção possuindo seu líder, força, armas, importadores e principalmente impostos.

#### Transição para o Exército de Pacificação Nacional
A medida que as forças nacionalistas de Chiang Kai-shek, não mais controladas por Sun Yat-sen (falecido em 1925), avançavam durante a Expedição do Norte, o Governo de Beiyang precisou se reorganizar e mobilizar grandes esforços para conter os nacionalistas e comunistas. Com isso, o Exército de Beiyang foi temporariamente subistituido pelo recém criado, em 1926, Exército de Pacificação Nacional.

### Exército de Pacificação Nacional
O Exército de Pacificação Nacional foi a ultima tentativa dos senhores da guerra se reprimir as forças de Chiang Kai-shek e Mao Zedong, no entanto, após a tomada de Wuhan em Setembro de 1926, o governo de Pequim se desestabilizou totalmente. Em Abril de 1927, após a derrota de Sun Chuanfang e a captura de Nanquim, que foi restaurada como capital da República da China após o Golpe de Wuhan, o governo e as forças armadas do governo de Beiyang colapsaram de fato. Restando apenas Zhang Zuolin, o ultimo senhor da guerra na China a manter o antigo governo de Beiyang, na Manchuria, no entanto, este foi assassinado por uma emboscada japonesa e em 1928, seu filho se aliou aos nacionalistas e dissolveu o governo.

### Exército Revolucionário (ENR)
O Exército Nacional Revolucionário Chinês ou simplesmente Exército Revolucionário foi o braço armado do Partido Nacionalista da China e do Partido Comunista da China entre 1924 até 1948. O Partido Comunista a partir de 1926 criou seu próprio exército, que era componente do ENR, o Exército Vermelho Chinês. O ENR serviu como as forças armadas da China após a queda dos senhores da guerra e do Governo de Beiyang, a partir de 1928.

#### Guerra Civil Chinesa
Com o inicio da Guerra Civil Chinesa, o Exército Vermelho Chinês, que viraria no futuro o Exército de Libertação Popular, se separou e passou a combater as forças nacionalistas pelo Partido Comunista. De toda forma, o EVC teve sérios problemas logisticos e estratégicos em relação ao ENR, o que fez a primeira fase da Guerra Civil se arrastar por toda década de 1930, até a formação da Segunda Frente Unida contra o Japão entre 1937 e 1946.

## Contemporaniedade

### Exército de Libertação Popular
A história militar chinesa passou por uma transformação dramática no século XX, com o Exército de Libertação do Povo começando em 1927 com o início da Guerra Civil Chinesa e evoluindo de uma força de guerrilha camponesa para o que continua a ser a maior força armada do mundo.

### Exército da República da China

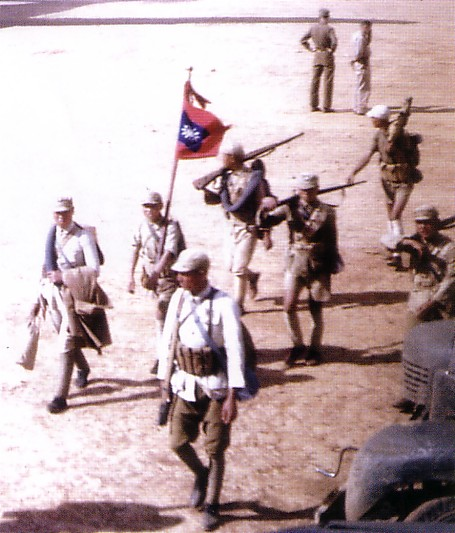
O Exército Nacional Revolucionário durante a Segunda Guerra Mundial

O Exército da República da China foi fundado como o Exército Nacional Revolucionário, o braço armado do Kuomintang de Sun Yat-sen (KMT) em 1924. Ele participou da Expedição do Norte, da Segunda Guerra Sino-Japonesa (durante a Segunda Guerra Mundial) e da Guerra Civil Chinesa antes de se retirar com o governo da  República da China para Taiwan em 1949. Depois de 1949, o Exército da República da China participou de operações de combate em Kinmen e no Arquipélago de Dachen contra o PLA na Batalha de Kuningtou e na Primeira e Segunda Crises do Estreito de Taiwan. Além desses conflitos importantes, comandos ROCA (Republic of China Army) eram enviados regularmente para atacar as costas de Fujian e Guangdong. Até a década de 1970, a missão declarada do Exército era retomar o continente da República Popular da China. Após o levantamento da lei marcial em 1988 e a democratização de Taiwan na década de 1990, a missão do Exército ROC foi transferida para a defesa de Taiwan, Penghu (Ilhas Pescadores), Kinmen e Matsu de uma invasão do PLA.
Com a redução do tamanho das forças armadas ROC nos últimos anos, o Exército sofreu o maior número de cortes à medida que a doutrina militar ROC começou a enfatizar a importância do engajamento offshore com a Marinha e a Força Aérea. Após essa mudança de ênfase, a Marinha e a Força Aérea ROC passaram a ter precedência sobre o Exército ROC na doutrina de defesa e aquisição de armas. Os objetivos recentes de curto prazo no Exército incluem a aquisição e o desenvolvimento de sistemas de comando e controle conjuntos, helicópteros de ataque avançado e veículos blindados, vários sistemas de lançamento de foguetes e sistemas de defesa aérea de campo. O Exército também está em processo de transição para uma força totalmente voluntária.

### Em geral
- Elleman, Bruce A. Modern Chinese Warfare, 1795–1989. Nova York: Routledge, 2001.
- Graff, David Andrew e Robin Higham, eds. Uma história militar da China (University Press of Kentucky, 2012).
- Hayford, Charles W. (2018). «New Chinese Military History, 1839–1951: What's the Story?». Frontiers of History in China. 13: 90–126. doi:10.3868/s020-007-018-0006-0
- Li, Xiaobing, ed. China em guerra: uma enciclopédia. Santa Bárbara: ABC-CLIO, 2012.
- Liu, Frederick Fu. A Military History of Modern China, 1924-1949 (1972).
- Lorge, Peter. “Descobrindo a guerra na história chinesa.” Extrême-Orient Extrême-Occident 1 38 (2014): 21–46.
- Mitter, Rana. "Modernidade, internacionalização e guerra na história da China moderna." Historical Journal (2005) 48 # 2 pp. 523–543 online.
- Swope, Kenneth, ed. Guerra na China desde 1600 (Routledge, 2017).
- Wilkinson, Endymion. "Guerra." Em Endymion Wilkinson, Chinese History: A New Manual, pp. 339–62. 5ª ed. Cambridge, MA: Harvard University Press, 2018.
- Worthing, Peter M. “China's Modern Wars, 1911 – Present.” Oxford Online Bibliographies, 2011.
- -. Uma história militar da China moderna: da conquista manchu à praça Tian'anmen. Westport, Conn.: Praeger, 2007.
- Wortzel, Larry M. e Robin Higham. Dicionário de história militar chinesa contemporânea (ABC-Clio, 1999).

### Meados de Qing a 1912
- Elman, Benjamin A. "Naval Warfare and the Refraction of China's Self-Strengthening Reforms into Scientific and Technological Failure, 1865-1895." Modern Asian Studies 2 (2004): 283–326.
- Elliott, Jane E. Alguns fizeram isso pela civilização, outros pelo seu país: uma visão revisada da guerra dos boxeadores. Hong Kong: The Chinese University Press, 2002.
- Fung, Allen. “Testing the Self-Strengthening: The Chinese Army in the Sino-Japanese War of 1894-1895.” Modern Asian Studies 4 (1996): 1007–31.
- Halsey, Stephen R. Busca pelo Poder: Imperialismo Europeu e a Construção da Estatística Chinesa. Cambridge, MA: Harvard University Press, 2015.
- Klein, Thoralf. “A Guerra dos Boxers - a Revolta dos Boxers”. Enciclopédia online da violência em massa (2008). Resistência ao massacre online /pt/document/boxer-war-boxer-uprising.
- Mao Haijian, O Império Qing e a Guerra do Ópio: O Colapso da Dinastia Celestial, traduzido por Joseph Lawson, Craig Smith e Peter Lavelle. Cambridge: Cambridge University Press, 2016. (Orig, Tianchao de bengkui. Pequim: Sanlian shudian, 1995).
- Paine, SCM A Guerra Sino-Japonesa de 1894–1895: Percepções, Poder e Primazia. Cambridge: Cambridge University Press, 2006.
- Platt, Stephen R. Outono no Reino Celestial: China, o Ocidente e a história épica da Guerra Civil Taiping. Nova York: AA Knopf, 2012.
- Thompson, Roger R. “Dimensões Militares da 'Revolta dos Boxers' em Shanxi, 1898–1901.” In Warfare in Chinese History, editado por Hans van de Ven, 288–320. Leiden: Brill, 2000.
- Waley-Cohen, Joanna. A cultura da guerra na China: o Império e os militares durante a Dinastia Qing. Londres: IB Tauris, 2006.

### 1911-1937
- Chan, Anthony B. Arming the Chinese: The Western Armaments Trade in Warlord China, 1920–1928. 2ª ed. Vancouver: University of British Columbia Press, 2010.
- Jordan, Donald A. A Expedição do Norte: Revolução Nacional da China de 1926–1928. Honolulu: University of Hawai'i Press, 1976.
- ——. O Julgamento de Fogo da China: A Guerra de Xangai de 1932. Ann Arbor: The University of Michigan Press, 2001.
- Diana Lary, “Warlord Studies.” Modern China 4 (1980): 439–70. Estado do artigo de campo.
- McCord, Edward Allen. The Power of the Gun: The Emergence of Modern Chinese Warlordism. Berkeley: University of California Press, 1993.
- Waldron, Arthur. From War to Nationalism: China's Turning Point, 1924–1925. Cambridge: Cambridge University Press, 1995.
- ——. “The Warlord: Twentieth Chinese Understanding of Violence, Militarism, and Imperialism.” The American Historical Review 4 (1991): 1073–1100.

- Chang, Jui-te. “Nationalist Army Officers during the Sino-Japanese War, 1937–1945.” Modern Asian Studies 4 (1996): 1033–56.
- ———. “The National Army from Whampoa to 1949.” In A Military History of China, edited by David A. Graff and Robin D. S. Higham, 193– 209. Lexington: University of Kentucky Press, 2012.
- Ford, Daniel. Flying Tigers: Claire Chennault and the American Volunteer Group. 2nd edition. Washington, D.C.: Smithsonian Institution Scholarly Press, 2007.
- Gordon, David M. “The China-Japan War, 1931–1945.” The Journal of Military History 1 (2006): 137–82. Biblographical essay.
- Hagiwara Mitsuru. “The Japanese Air Campaigns in China, 1937– 1945.” In The Battle for China: Essays on the Military History of the Sino-Japanese War of 1937–1945, edited by Mark R. Peattie, Edward J. Drea and Hans van de Ven, Stanford: Stanford University Press, 2013, 237– 55.
- Harmsen, Peter. Shanghai 1937: Stalingrad on the Yangzi. Oxford: Casemate, 2013.
- Haruo, Tohmatsu. “The Strategic Correlation Between the Sino-Japanese and Pacific Wars.” In The Battle for China: Essays on the Military History of the Sino-Japanese War of 1937–1945, edited by Mark R. Peattie, Edward J. Drea and Hans van de Ven, 423–45. Stanford: Stanford University Press, 2011.
- Hattori Satoshi with Edward J. Drea, “Japanese Operations from July to December 1937.” In The Battle for China: Essays on the Military History of the Sino-Japanese War of 1937–1945, edited by Mark R. Peattie, Edward J. Drea and Hans van de Ven, 159–80. Stanford: Stanford University Press, 2011.
- Lary, Diana. “Defending China: The Battles of the Xuzhou Campaign.” In Warfare in Chinese History, edited by Hans van de Ven, Leiden: Brill, 2000, pp. 398–427.
- Lew, Christopher R. The Third Chinese Revolutionary Civil War, 1945–49: An Analysis of Communist Strategy and Leadership (Routledge, 2009).
- Mitter, Rana. "Old ghosts, new memories: China's changing war history in the era of post-Mao politics." Journal of Contemporary History 38.1 (2003): 117-131.
- Lary, Diana. “Defending China: The Battles of the Xuzhou Campaign.” In Warfare in Chinese History, edited by Hans van de Ven,  Leiden: Brill, 2000, pp 398–427.
- Li, Chen. “The Chinese Army in the First Burma Campaign.” Journal of Chinese Military History 2 (2013): 43–73.
- MacKinnon, Stephen R. “The Defense of the Central Yangtze.” In The Battle for China: Essays on the Military History of the Sino-Japanese War of 1937–1945, edited by Mark R. Peattie, Edward J. Drea and Hans van de Ven, 181–206. Stanford: Stanford University Press, 2011.
- ——, with Diana Lary, and Ezra F. Vogel, eds. China at War: Regions of China, 1937–45. Stanford: Stanford University Press, 2007.
- ——. Wuhan, 1938: War, Refugees, and the Making of Modern China. Berkeley: University of California Press, 2008.
- Macri, Franco David. Clash of Empires in South China: The Allied Nations’ Proxy War with Japan, 1935–1941. Lawrence: University Press of Kansas, 2015.
- Martin, Bernd. “The Role of German Military Advisers on the Chinese Defense Efforts Against the Japanese, 1937–1938.” In Resisting Japan: Mobilizing for War in Modern China, 1935–1945, edited by David Pong, 55–78. Norwalk: EastBridge, 2008.
- Mitter, Rana. Forgotten Ally: China ’s World War II, 1937 –1945. Boston: Houghton Mifflin Harcourt, 2013.
- Peattie, Mark R., Edward J. Drea and Hans van de Ven, eds. The Battle for China:Essays on the Military History of the Sino-Japanese War of 1937–1945 Stanford: Stanford University Press, 2011.
- Phillips, Steve. “A Selected Bibliography of English Language Sources.” In The Battle for China: Essays on the Military History of the Sino-Japanese War of 1937–1945, edited by Mark R.Peattie, Edward J. Drea and Hans van de Ven. Stanford: Stanford University Press, 2011, pp 371-76.
- Spector, Ronald. “The Sino-Japanese War in the Context of World History.” In The Battle for China: Essays on the Military History of the Sino-Japanese War of 1937–1945, edited by Mark R. Peattie, Edward J. Drea and Hans van de Ven. Stanford: Stanford University Press, 2011, pp. 467-81.
- Takeshi, Hara. “The Ichigō Offensive.” In The Battle for China: Essays on the Military History of the Sino-Japanese War of 1937–1945, edited by Mark R. Peattie, Edward J. Drea and Hans van de Ven. Stanford: Stanford University Press, 2011m pp, 392– 402
- Tow, Edna. “The Great Bombing of Chongqing and the Anti-Japanese War, 1937– 1945.” In The Battle for China: Essays on the Military History of the Sino-Japanese War of 1937–1945, edited by Mark R. Peattie, Edward J. Drea and Hans van de Ven, 237–55. Stanford: Stanford University Press, 2011, pp. 237-55.
- Van de Ven, Hans. “The Sino-Japanese War in History.” In The Battle for China: Essays on the Military History of the Sino-Japanese War of 1937–1945, edited by Mark R. Peattie, Edward J. Drea and Hans van de Ven, 446–66. Stanford: Stanford University Press, 2011.
- ——. China at War: Triumph and Tragedy in the Emergence of the New China, 1937 - 1952. London: Profile Books, 2017; Cambridge, MA. Harvard University Press. 2018.
- van Slyke, Lyman P. “The Battle of the Hundred Regiments: Problems of Coordination and Control during the Sino-Japanese War.” Modern Asian Studies 4 (1996): 979–1005.
- Wang, Qisheng. “Battle of Hunan and The Chinese Military’s Response to Operation Ichigō.” In The Battle for China: Essays on the Military History of the Sino-Japanese War of 1937–1945, edited by Mark R. Peattie, Edward J. Drea and Hans van de Ven. Stanford: Stanford University Press, 2011, pp. 403-18.
- Yang, Kuisong. “Nationalist and Communist Guerilla Warfare in North China.” In The Battle for China: Essays on the Military History of the Sino-Japanese War of 1937 –1945, edited by Mark R. Peattie, Edward J. Drea and Hans van de Ven. Stanford: Stanford University Press, 2011, pp 308–27.
- Yang, Tianshi. “Chiang Kai-shek and the Battles of Shanghai and Nanjing.” In The Battle for China: Essays on the Military History of the Sino-Japanese War of 1937–1945, edited by Mark R. Peattie, Edward J. Drea and Hans van de Ven. Stanford: Stanford University Press, 2011, pp. 143-158.
- Yu, Maochun. The Dragon’s War: Allied Operations and the Fate of China, 1937 –1947. New York: Naval Institute Press, 2013.
- Zang, Yunhu. “Chinese Operations in Yunnan and Central Burma.” In The Battle for China: Essays on the Military History of the Sino-Japanese War of 1937 –1945, edited by Mark R. Peattie, Edward J. Drea and Hans van de Ven. Stanford: Stanford University Press, 2011, pp. 386-91.
- Zhang, Baijia. “China’s Quest for Foreign Military Aid.” In The Battle for China: Essays on the Military History of the Sino-Japanese War of 1937–1945, edited by Mark R. Peattie, Edward J. Drea and Hans van de Ven, 283– 307. Stanford: Stanford University Press, 2011.

### Guerra Civil 1945-1949
- Tanner, Harold Miles. "Guerrilha, guerra móvel e de base nas operações militares comunistas na Manchúria, 1945-1947." Journal of Military History 67.4 (2003): 1177-1222 online.
- Tanner, Harold M. Where Chiang Kai-Shek Lost China: The Liao-Shen Campaign, 1948 (Indiana University Press, 2015).

### Depois de 1949
- O'Dowd, Edward C. Estratégia Militar Chinesa na Terceira Guerra da Indochina: A Última Guerra Maoísta (Routledge, 2007).
- Ryan, Mark A., David Michael Finkelstein e Michael A. McDevitt. Guerra da China: a experiência do PLA desde 1949 (ME Sharpe, 2003).
- Wortzel, Larry M. O dragão amplia seu alcance: o poder militar chinês torna-se global (Potomac Books, 2013).